# Vésigneul-sur-Marne
Vésigneul-sur-Marne est une commune française située dans le département de la Marne, en région Grand Est.

## Géographie

### Localisation
Vésigneul-sur-Marne se trouve au centre/sud-est du département de la Marne, en région Grand Est. La commune appartient à la région agricole de la vallée de la Marne.
La commune de Vésigneul-sur-Marne s'étend sur une superficie de 786 hectares. Sur son territoire, l'altitude varie de 85 à 151 mètres. Le relief s'élève progressivement du sud-ouest, arrosé par le Marne, son canal latéral et la Moivre, vers le nord-est de la commune, où culmine le Haut Noyer à plus de 150 mètres. Le village se trouve entre les rivières et la route nationale 44, qui traverse la commune en son centre.
Par la route, Vésigneul-sur-Marne se situe à 13 km de Châlons-en-Champagne, préfecture de la Marne, à 22 km de Vitry-le-François, et à 1,6 km de Saint-Germain-la-Ville, siège de la communauté de communes de la Moivre à la Coole dont Vésigneul-sur-Marne fait partie. La commune fait en outre partie du bassin de vie de Châlons-en-Champagne.
Vésigneul-sur-Marne est limitrophe de 5 communes :
|                 | Saint-Germain-la-Ville | Marson |
| Mairy-sur-Marne | Vésigneul-sur-Marne    |        |
| Togny-aux-Bœufs |                        | Pogny  |

### Hydrographie
La commune est dans la région hydrographique « la Seine de sa source au confluent de l'Oise (exclu) » au sein du bassin Seine-Normandie. Elle est drainée par la Marne, le canal latéral à la Marne, la Moivre et Moivre dérivée,.
La Marne prend sa source sur le plateau de Langres, dans la commune de Saints-Geosmes (Haute-Marne) et se jette dans la Seine entre Charenton-le-Pont et Alfortville (Val-de-Marne) dans le quartier de Conflans-l'Archevêque. 
Le canal latéral à la Marne est un canal, chenal navigable de 67 km reliant Vitry-le-françois à Mardeuil où il se jette dans la Marne. 
La Moivre, d'une longueur de 23 km, prend sa source dans la commune de Moivre et se jette dans la Marne sur la commune, après avoir traversé huit communes. La Moivre dérivée, d'une longueur de 12 km, prend sa source dans la commune et se jette dans le Mau à Châlons-en-Champagne, après avoir traversé six communes. 
Deux plans d'eau complètent le réseau hydrographique : la gravière 1 des Lignes, d'une superficie totale de 2,6 ha (0 ha sur la commune) et le Grand Accru (1,5 ha),.

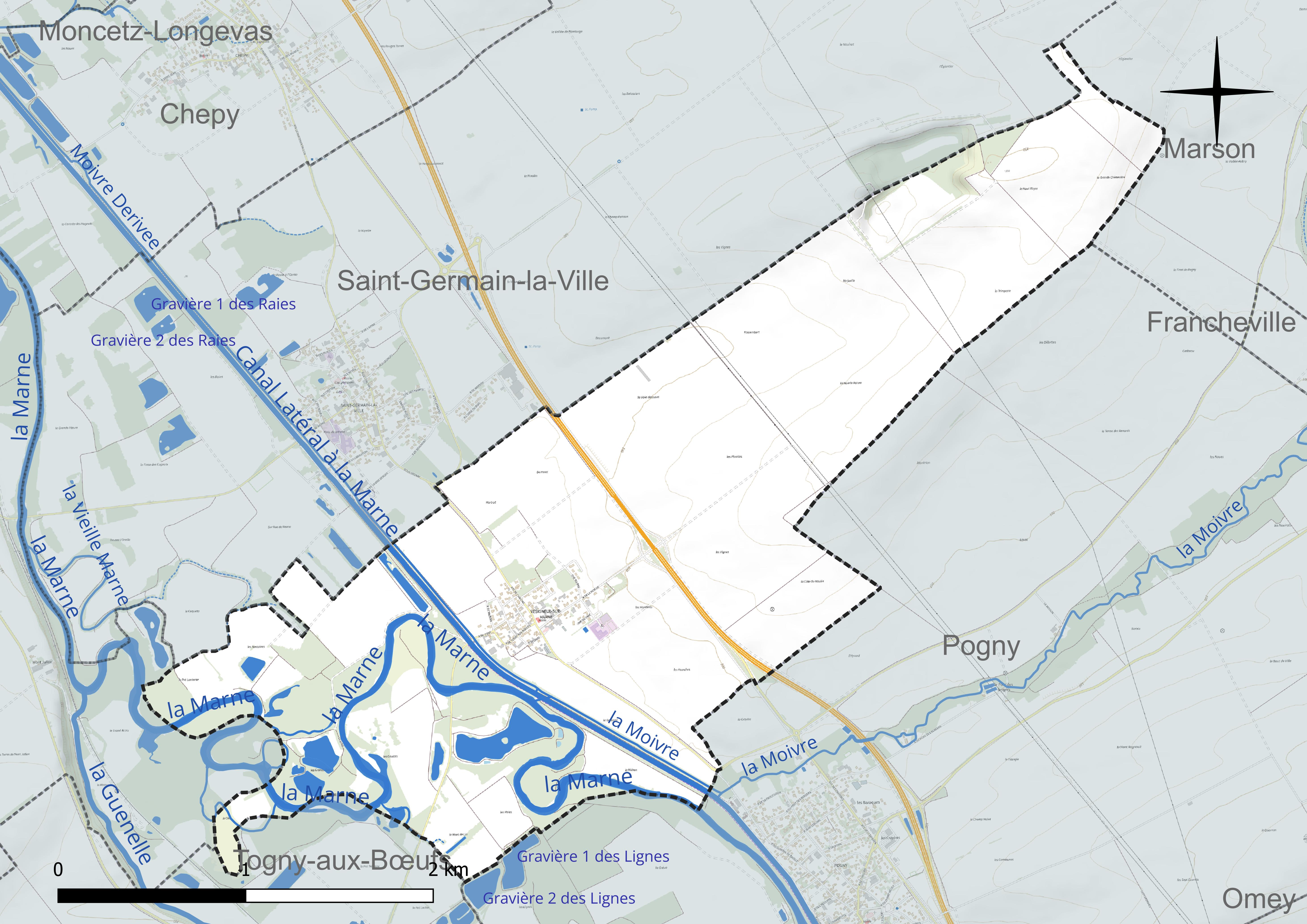
Réseau hydrographique de Vésigneul-sur-Marne.

### Climat
Pour des articles plus généraux, voir Climat du Grand Est et Climat de la Marne.
En 2010, le climat de la commune est de type climat océanique dégradé des plaines du Centre et du Nord, selon une étude du Centre national de la recherche scientifique s'appuyant sur une série de données couvrant la période 1971-2000. En 2020, Météo-France publie une typologie des climats de la France métropolitaine dans laquelle la commune est exposée à un climat océanique altéré et est dans la région climatique  Nord-est du bassin Parisien, caractérisée par un ensoleillement médiocre, une pluviométrie moyenne régulièrement répartie au cours de l’année et un hiver froid (3 °C). 
Pour la période 1971-2000, la température annuelle moyenne est de 10,5 °C, avec une amplitude thermique annuelle de 15,9 °C. Le cumul annuel moyen de précipitations est de 691 mm, avec 11,5 jours de précipitations en janvier et 8,3 jours en juillet. Pour la période 1991-2020, la température moyenne annuelle observée sur la station météorologique de Météo-France la plus proche, « Fagnières-Inra », sur la commune de Fagnières à 15 km à vol d'oiseau, est de 11,2 °C et le cumul annuel moyen de précipitations est de 632,3 mm. 
La température maximale relevée sur cette station est de 41,8 °C, atteinte le 25 juillet 2019 ; la température minimale est de −21 °C, atteinte le 6 janvier 1985,,. 
Les paramètres climatiques de la commune ont été estimés pour le milieu du siècle (2041-2070) selon différents scénarios d'émission de gaz à effet de serre à partir des nouvelles projections climatiques de référence DRIAS-2020. Ils sont consultables sur un site dédié publié par Météo-France en novembre 2022.

### Milieux naturels et biodiversité
L'Inventaire national du patrimoine naturel (INPN) recense 468 espèces sur le territoire de la commune, dont 111 espèces protégées et 63 espèces menacées.
Vésigneul-sur-Marne compte une zone naturelle d'intérêt écologique, faunistique et floristique (ZNIEFF) de type I : la ZNIEFF des « noues et cours de la Marne, forêts, prairies et autres milieux », au carrefour des communes de Mairy-sur-Marne, Saint-Germain-la-Ville, Togny-aux-Bœufs et Vésigneul-sur-Marne. Sur 433 hectares, la zone représente une diversité de milieux : rivières, ruisseaux et méandres recoupés ; noues marécageuses ; mares et étangs (formés sur d'anciennes gravières) ; prairies alluviales, mésophiles ou artificielles ; forêts (dominées par le frêne et le chêne pédonculé) et peupleraies. Du point de vue de la faune, la zone accueille plusieurs espèces figurant sur la liste rouge régionale, notamment six espèces d'oiseaux et six espèces de libellules.
Le sud-ouest de la commune et la ZNIEFF des « noues et cours de la Marne, forêts, prairies et autres milieux » sont inclus dans la ZNIEFF de type II de la « vallée de la Marne de Vitry-le-François à Épernay », qui s'étend sur plus de 13 000 hectares entre ceux deux villes et comprend sept ZNIEFF de type I représentant « les milieux les plus remarquables et les mieux conservés de cette partie de la vallée ».

## Urbanisme

### Typologie
Au 1er janvier 2024, Vésigneul-sur-Marne est catégorisée commune rurale à habitat dispersé, selon la nouvelle grille communale de densité à sept niveaux définie par l'Insee en 2022.
Elle est située hors unité urbaine. Par ailleurs la commune fait partie de l'aire d'attraction de Châlons-en-Champagne, dont elle est une commune de la couronne,. Cette aire, qui regroupe 97 communes, est catégorisée dans les aires de 50 000 à moins de 200 000 habitants,.

### Occupation des sols
L'occupation des sols de la commune, telle qu'elle ressort de la base de données européenne d’occupation biophysique des sols Corine Land Cover (CLC), est marquée par l'importance des territoires agricoles (81,6 % en 2018), en diminution par rapport à 1990 (82,7 %). La répartition détaillée en 2018 est la suivante : 
terres arables (67 %), forêts (11,8 %), zones agricoles hétérogènes (11,4 %), zones urbanisées (3,4 %), mines, décharges et chantiers (3,2 %), prairies (3,2 %). L'évolution de l’occupation des sols de la commune et de ses infrastructures peut être observée sur les différentes représentations cartographiques du territoire : la carte de Cassini (XVIIIe siècle), la carte d'état-major (1820-1866) et les cartes ou photos aériennes de l'IGN pour la période actuelle (1950 à aujourd'hui).

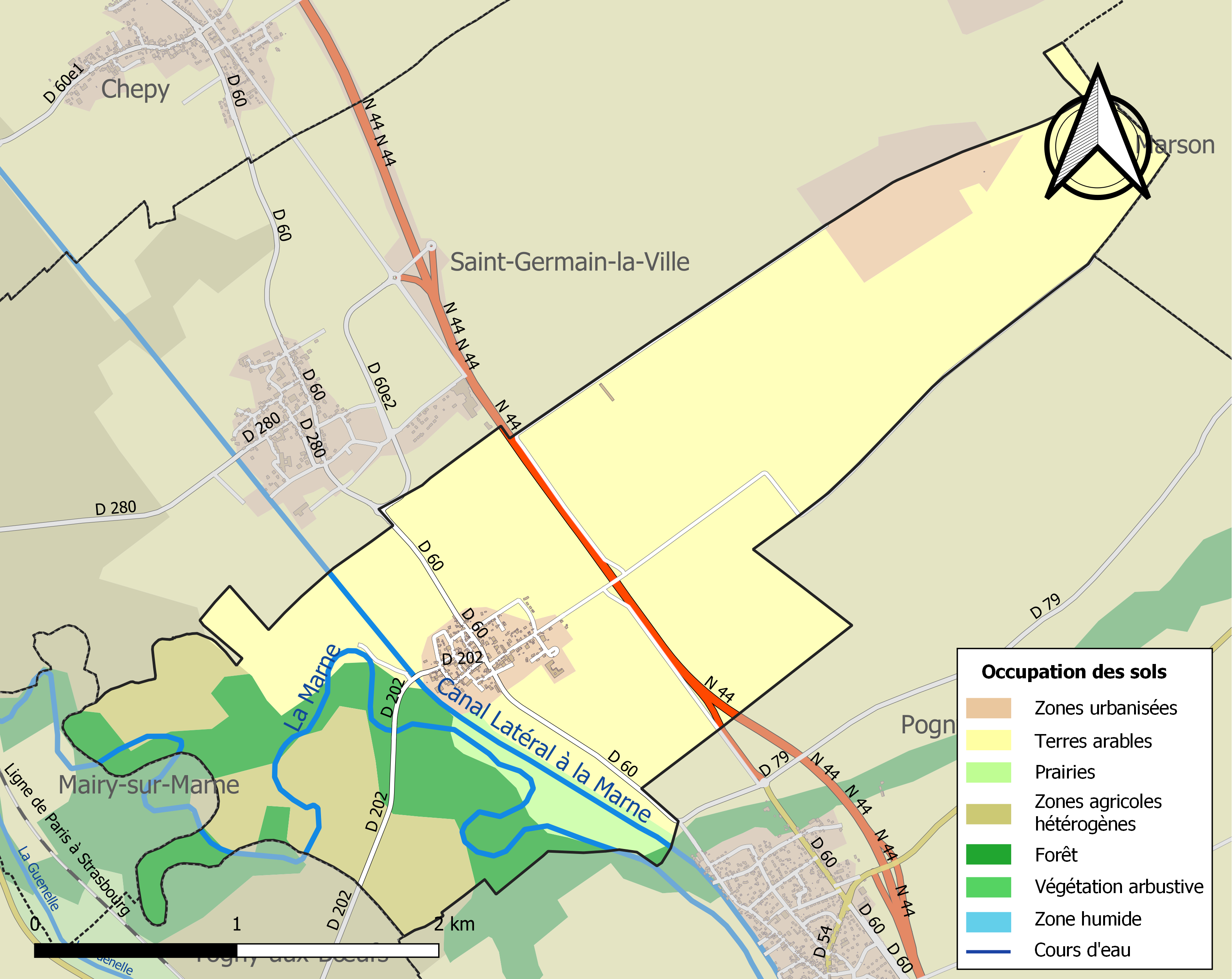
Carte des infrastructures et de l'occupation des sols de la commune en 2018 (CLC).

### Voies de communication et transports
La commune est desservie par deux routes reliant Châlons-en-Champagne et Vitry-le-François : la route départementale 60, qui traverse le village, et la route nationale 44, qui passe au nord-est de Vésigneul. Le village est également relié à Togny-aux-Bœufs, au sud-ouest, par la route départementale 202.

## Toponymie
Le nom de la localité est attesté sous les formes Vesinuel (1153-1161) ; Visiniolum (1197) ; Visinoil (1213) ; Vesignuel-sur-Marne (1240) ; Vesignol (1253) ; Vesignolium, Vezignuel (128.) ; Vesignuel qui siet delès Poigney (1302) ; Vezinuel super Maternam (1348) ; Vesigneuil (1349) ; Vizegneuil (1374) ; Visegneul (1376) ; Vessigneul (1384) ; Vezignolium (1405) ; Vezignuel-sur-Marne (1464) ; Vizigneul (1487) ; Vezigneul-sur-Marne (1464) ; Vesigneul (1552) ; Vesigneulx-sur-Marne (1782) ; Vésigneux-sur-Marne (XVIIIe siècle).

Vésigneul provient du bas latin vicinium (« village , bourg ») avec le suffixe diminutif -eolum (« petit village »).
Le village se trouve à proximité de la rive droite de la Marne, une rivière située à l'est du Bassin parisien et qui représente la plus grande rivière de France.

## Politique et administration

### Intercommunalité
La commune, antérieurement membre de la communauté de communes de la Vallée de la Craie, est membre, depuis le 1er janvier 2014, de la Communauté de communes de la Moivre à la Coole.
En effet, conformément au schéma départemental de coopération intercommunale de la Marne du 15 décembre 2011, cette Communauté de communes de la Moivre à la Coole est issue de la fusion, au 1er janvier 2014, de la Communauté de communes de la Vallée de la Coole, de  la Communauté de communes de la Guenelle, de la Communauté de communes du Mont de Noix et de la Communauté de communes de la Vallée de la Craie.

### Liste des maires
| Période                                  | Période      | Identité         | Étiquette | Qualité |
| ---------------------------------------- | ------------ | ---------------- | --------- | ------- |
| Les données manquantes sont à compléter. |              |                  |           |         |
| 1872                                     | 1900         | Eugène Jacquet   |           |         |
| 1900                                     | 1916         | Camille Dommange |           |         |
| 1916                                     | 1929         | Ernest Person    |           |         |
| 1929                                     | 1935         | Henry Dommange   |           |         |
| 1935                                     | 1940         | Octave Hermant   |           |         |
| 1940                                     | 1944         | Lucien Lambin    |           |         |
| 1944                                     | 1959         | Ernest Henry     |           |         |
| 1959                                     | 24 juin 1995 | Guy Chevalier    |           |         |
| 24 juin 1995                             | 28 mai 2020  | Fabrice Revelli  |           | [ 34 ]  |
| 28 mai2020                               | en cours     | Alexandre Bodin  |           |         |

## Équipements et services publics

### Eau et déchets
L'approvisionnement en eau potable et l'assainissement des eaux usées sont des compétences de la communauté de communes de la Moivre à la Coole. La commune de Vésigneul-sur-Marne est alimentée par le captage de Chepy la Voyette ainsi que plusieurs captages châlonnais ; l'approvisionnement en eau potable est géré par le syndicat intercommunal de distribution d'eau potable (SIDEP) du Mont Louvet. L'assainissement y est non collectif.
Le service public des déchets est assuré par le Syndicat mixte du Sud-Est Marnais (SYMSEM), qui a mis en place une redevance incitative. La collecte des ordures ménagères résiduelles (en bacs noirs pucés ou en sacs rouges prépayés) et des emballages ménagers recyclables (en sacs jaunes) est réalisée en porte à porte. Le SYMSEM adhérant au syndicat de valorisation des ordures ménagères de la Marne (SYVALOM), ces déchets sont amenés en centre de transfert à Sainte-Menehould ou Vitry-en-Perthois, puis valorisés sur le site de La Veuve. La collecte du verre se fait en apport volontaire, avant transformation dans une usine de Reims. Pour les déchets volumineux ou dangereux, le SYMSEM met à disposition de ses habitants une plateforme de déchets verts et gravats, à Saint-Amand-sur-Fion, ainsi que 12 déchèteries, à Arrigny, Courtisols, Givry-en-Argonne, Mairy-sur-Marne, Pargny-sur-Saulx, Pogny, Sainte-Menehould, Thiéblemont-Farémont, Valmy, Vanault-les-Dames, Villers-en-Argonne et Ville-sur-Tourbe.

### Enseignement
Vésigneul-sur-Marne fait partie de l'académie de Reims.
L'école primaire de la Vallée de la Craie est installée chemin des Écoliers à Vésigneul-sur-Marne. Elle accueille les enfants de Chepy, Omey, Pogny, Saint-Germain-la-Ville et Vésigneul-sur-Marne, soit 187 élèves de classes maternelles et élémentaires (chiffres 2024-2025).
Les enfants de Vésigneul-sur-Marne sont ensuite rattachés au collège Jean Moulin de Saint-Memmie et au lycée Étienne Oehmichen de Châlons-en-Champagne.

### Postes et télécommunications
Une boîte aux lettres de La Poste se trouve sur le territoire de la commune, route de Châlons. Les bureaux de poste les plus proches sont situés à Mairy-sur-Marne et La Chaussée-sur-Marne.

### Justice, sécurité et secours
Du point de vue judiciaire, Vésigneul-sur-Marne relève du conseil de prud'hommes, du tribunal de commerce, du tribunal judiciaire, du tribunal paritaire des baux ruraux et du tribunal pour enfants de Châlons-en-Champagne, dans le ressort de la cour d'appel de Reims. Pour le contentieux administratif, la commune dépend du tribunal administratif de Châlons-en-Champagne et de la cour administrative d'appel de Nancy.
Vésigneul-sur-Marne est située en secteur Gendarmerie nationale et dépend de la brigade de Vitry-la-Ville.
En matière d'incendie et de secours, la commune dépend du Service départemental d'incendie et de secours (SDIS) de la Marne.

## Démographie
L'évolution du nombre d'habitants est connue à travers les recensements de la population effectués dans la commune depuis 1793. Pour les communes de moins de 10 000 habitants, une enquête de recensement portant sur toute la population est réalisée tous les cinq ans, les populations de référence des années intermédiaires étant quant à elles estimées par interpolation ou extrapolation. Pour la commune, le premier recensement exhaustif entrant dans le cadre du nouveau dispositif a été réalisé en 2007.

En 2022, la commune comptait 236 habitants, en évolution de −1,67 % par rapport à 2016 (Marne : −1,19 %, France hors Mayotte : +2,11 %).
| 1793 | 1800 | 1806 | 1821 | 1831 | 1836 | 1841 | 1846 | 1851 |
| ---- | ---- | ---- | ---- | ---- | ---- | ---- | ---- | ---- |
| 217  | 190  | 210  | 214  | 222  | 236  | 233  | 217  | 224  |

| 1856 | 1861 | 1866 | 1872 | 1876 | 1881 | 1886 | 1891 | 1896 |
| ---- | ---- | ---- | ---- | ---- | ---- | ---- | ---- | ---- |
| 214  | 217  | 210  | 204  | 207  | 237  | 195  | 189  | 167  |

| 1901 | 1906 | 1911 | 1921 | 1926 | 1931 | 1936 | 1946 | 1954 |
| ---- | ---- | ---- | ---- | ---- | ---- | ---- | ---- | ---- |
| 160  | 185  | 167  | 138  | 128  | 145  | 155  | 165  | 147  |

| 1962 | 1968 | 1975 | 1982 | 1990 | 1999 | 2006 | 2007 | 2012 |
| ---- | ---- | ---- | ---- | ---- | ---- | ---- | ---- | ---- |
| 133  | 128  | 134  | 146  | 176  | 216  | 265  | 272  | 254  |

| 2017 | 2022 | - | - | - | - | - | - | - |
| ---- | ---- | - | - | - | - | - | - | - |
| 237  | 236  | - | - | - | - | - | - | - |

## Culture locale et patrimoine

### Lieux et monuments
- L'église Saint-Nicolas[54].